# Otmar Striedinger
Otmar Striedinger (ur. 4 kwietnia 1991) – austriacki narciarz alpejski specjalizujący się w konkurencjach szybkościowych.

## Kariera
Pierwszy raz w zawodach międzynarodowych wziął udział 25 stycznia 2007 roku we włoskim Pfelders, gdzie zajął 48. miejsce w slalomie gigancie. W grudniu 2010 roku został wicemistrzem Austrii juniorów w zjeździe, a rok później zdobył brązowy medal na mistrzostwach świata juniorów w Crans-Montana w tej samej konkurencji. W Pucharze Świata zadebiutował 28 listopada 2010 roku w Lake Louise, zajmując 38. miejsce w supergigancie. Pierwsze punkty wywalczył nieco ponad dwa lata później - 23 lutego 2013 roku w Garmisch-Partenkirchen był osiemnasty w zjeździe. Na początku sezonu 2013/2014, 7 grudnia 2013 roku w Beaver Creek po raz pierwszy stanął na podium zawodów PŚ. Zajął tam drugie miejsce w supergigancie, przegrywając tylko z Patrickiem Küngiem ze Szwajcarii. Wystartował na igrzyskach olimpijskich w Soczi w 2014 roku, zajmując piąte miejsce w supergigancie i 21. miejsce w superkombinacji.

## Osiągnięcia

### Zimowe igrzyska olimpijskie
| Miejsce | Dzień     | Rok  | Miejscowość | Konkurencja     | Czas biegu | Strata | Zwycięzca      |
| ------- | --------- | ---- | ----------- | --------------- | ---------- | ------ | -------------- |
| 21.     | 14 lutego | 2014 | Soczi       | Superkombinacja | 2:45,20    | +5,26  | Sandro Viletta |
| 5.      | 16 lutego | 2014 | Soczi       | Supergigant     | 1:18,14    | +0,55  | Kjetil Jansrud |

### Mistrzostwa świata
| Miejsce | Dzień     | Rok  | Miejscowość       | Konkurencja     | Czas biegu | Strata | Zwycięzca          |
| ------- | --------- | ---- | ----------------- | --------------- | ---------- | ------ | ------------------ |
| 24.     | 5 lutego  | 2015 | Vail/Beaver Creek | Supergigant     | 1:15,68    | +1,71  | Hannes Reichelt    |
| DNF2    | 8 lutego  | 2015 | Vail/Beaver Creek | Superkombinacja | 2:36,10    | -      | Marcel Hirscher    |
| 31.     | 9 lutego  | 2019 | Åre               | Zjazd           | 1:19,98    | +1,94  | Kjetil Jansrud     |
| 19.     | 14 lutego | 2021 | Cortina d’Ampezzo | Zjazd           | 1:37,79    | +1,84  | Vincent Kriechmayr |

### Mistrzostwa świata juniorów
| Miejsce | Dzień    | Rok  | Miejscowość   | Konkurencja | Czas biegu | Strata | Zwycięzca     |
| ------- | -------- | ---- | ------------- | ----------- | ---------- | ------ | ------------- |
| 3.      | 3 lutego | 2011 | Crans-Montana | Zjazd       | 1:37,34    | +0,44  | Boštjan Kline |
| DNF1    | 4 lutego | 2011 | Crans-Montana | Supergigant | 1:22,43    | -      | Boštjan Kline |

### Puchar Świata

#### Miejsca w klasyfikacji generalnej
- sezon 2012/2013: 110.
- sezon 2013/2014: 33.
- sezon 2014/2015: 37.
- sezon 2015/2016: 58.
- sezon 2016/2017: 118.
- sezon 2018/2018: 109.
- sezon 2018/2019: 43.
- sezon 2019/2020: 78.
- sezon 2020/2021: 47.
- sezon 2021/2022: 45.

#### Miejsca na podium
1. Beaver Creek – 7 grudnia 2013 (supergigant) – 2. miejsce
2. Kitzbühel – 25 stycznia 2019 (zjazd) – 3. miejsce
3. Soldeu – 13 marca 2019 (zjazd) – 3. miejsce
4. Val d’Isère – 13 grudnia 2020 (zjazd) – 2. miejsce
5. Val Gardena – 18 grudnia 2021 (zjazd) – 2. miejsce